# Kamiko
Kamiko ist ein Computerspiel des japanischen Entwicklers Skipmore. Es wurde am 13. April 2017 in Japan veröffentlicht. Die europäische und US-amerikanische Veröffentlichung folgt am 27. April 2017. 

## Gameplay
Das rein als Download über den Nintendo e-Shop veröffentlichte Kamiko ist eine Mischung aus Arcade-, Action- und RPG-Spiel. Der Spieler hat zu Beginn die Auswahl zwischen drei unterschiedlichen Charakteren, die jeweils ihre eigenen Spezialfähigkeiten mitbringen. Grafisch in der 8-Bit-Ära des NES angesiedelt, muss man in vier Leveln unterschiedliche Rätsel lösen.

## Rezeption
Die Kritiker sind sich weitestgehend einig, dass Kamiko wenig innovativ ist und eine relativ kurze Spieldauer bietet. In Anbetracht des verhältnismäßig günstigen Preises von 4,99 EUR (Stand: 23. April 2017) im e-Shop der Nintendo Switch erhielt das Spiel jedoch gute Bewertungen. So schreibt etwa Daniel Witt von nintendo-online.de:

„Wer von dem pixeligen Stil vieler aktueller Indie-Spiele noch nicht genervt ist, bekommt mit „Kamiko“ ein niedliches, kleines Spiel. Dank drei Charaktere, die sich sehr unterschiedlich spielen, interessantem Gameplay und abwechslungsreichen Bosskämpfen wird man gut unterhalten.[…]“

## Verkaufszahlen
Wie Chris Chau, Gründer und CEO von Circle Entertainment, bekannt gegeben hat, konnte sich das Spiel bis Anfang Juli 2017 über 110.000 Mal verkaufen. Die Verkäufe teilen  sich wie folgt auf: 48 % Amerika, 27 % Europa und Australien und 25 % auf Japan. Im April 2018 gab Flyhigh Works bekannt, dass sich Kamiko über 200.000 Mal verkauft habe.